# Серахс
Серахс (перс. سرخس) — місто на північному сході Ірану, в провінції Хорасан-Резаві. Адміністративний центр шагрестану Сехарс.

## Історія
Город має древню історію. Середньовічний перський поет Фірдоусі у своїй епічній поемі «Шах-наме» згадує про те, що Серахс існував вже в період правління легендарного туранського царя Афрасіяба. У 1220 році місто було розграбоване і зруйноване монголами і лише в середині XIX століття, в період правління Насер ед-Дін Шаха, місто було відновлено і перебудовано.

## Географія
Місто знаходиться в північно-східній частині остана, в лівобережній частині долини річки Теджен, поблизу кордону з Туркменістаном. Абсолютна висота — 281 метр над рівнем моря.
Серахс розташований на відстані приблизно 132 кілометрів на схід-північно-схід від Мешхеду, адміністративного центру провінції і на відстані 865 кілометрів на схід-північний схід від Тегерану, столиці країни.
На протилежному березі річки — туркменський селище Серахс. Прикордонний перехід.

## Транспорт
Через місто проходить залізниця, що забезпечує транскордонне сполучення між Іраном і Туркменістаном. Прикордонний перехід між залізницями Туркменістану і Ірану відкритий в 1996 році, включаючи перестановочний пункт. Передбачається використання рухомого складу із змінною колією.

## Цікавинки
- Мавзолей Логман Баба (XIV століття)[2].
- Фортеця Робат Шараф. Архітектурний пам'ятник, розташований між містами Серахс і Мешхед[3].
- Гребля Ірано-Туркменістанської дружби
- Каравансарай Робате Шараф

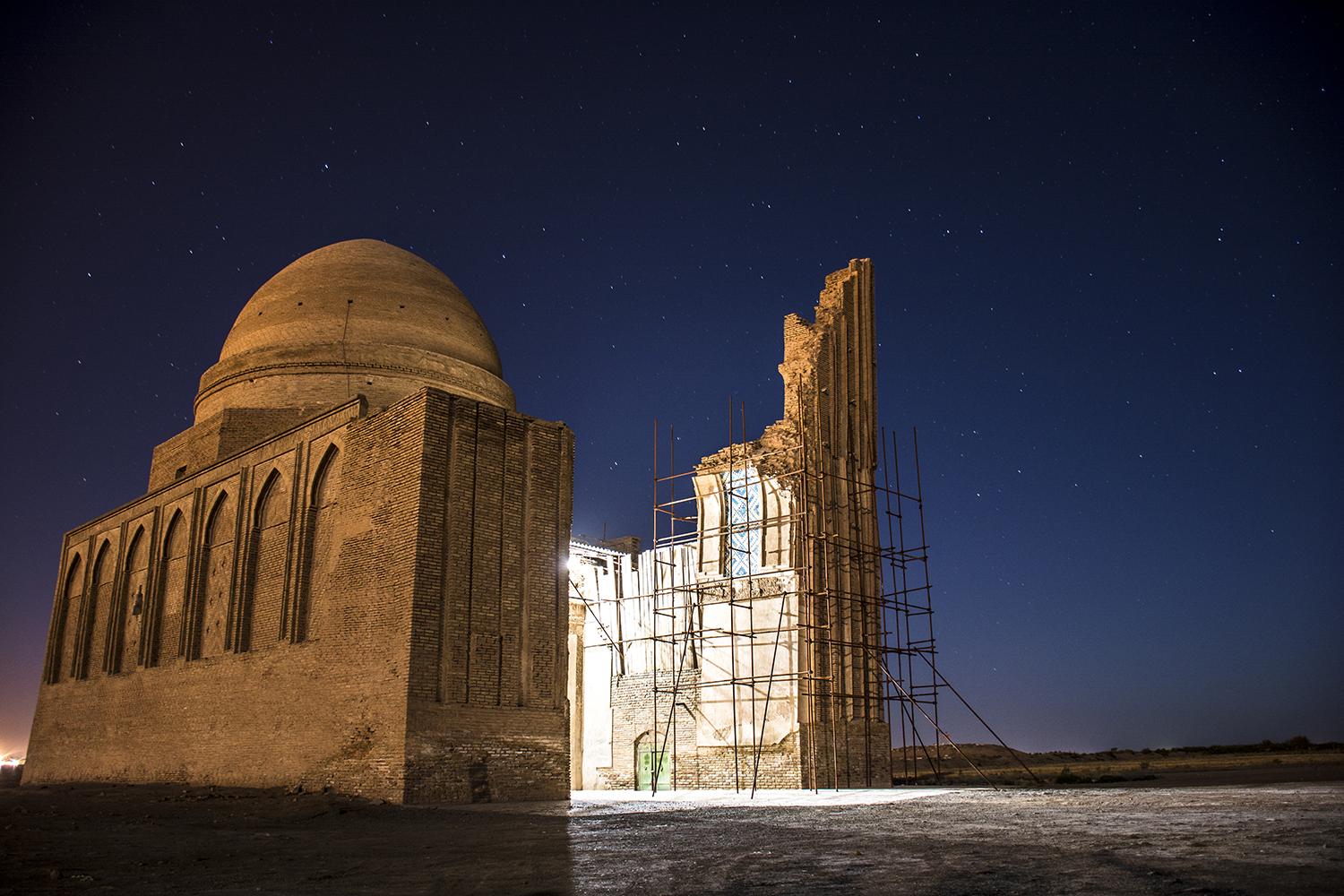
Мавзолей Логман Баба, побудований в 1356 році і згодом частково відновлений.
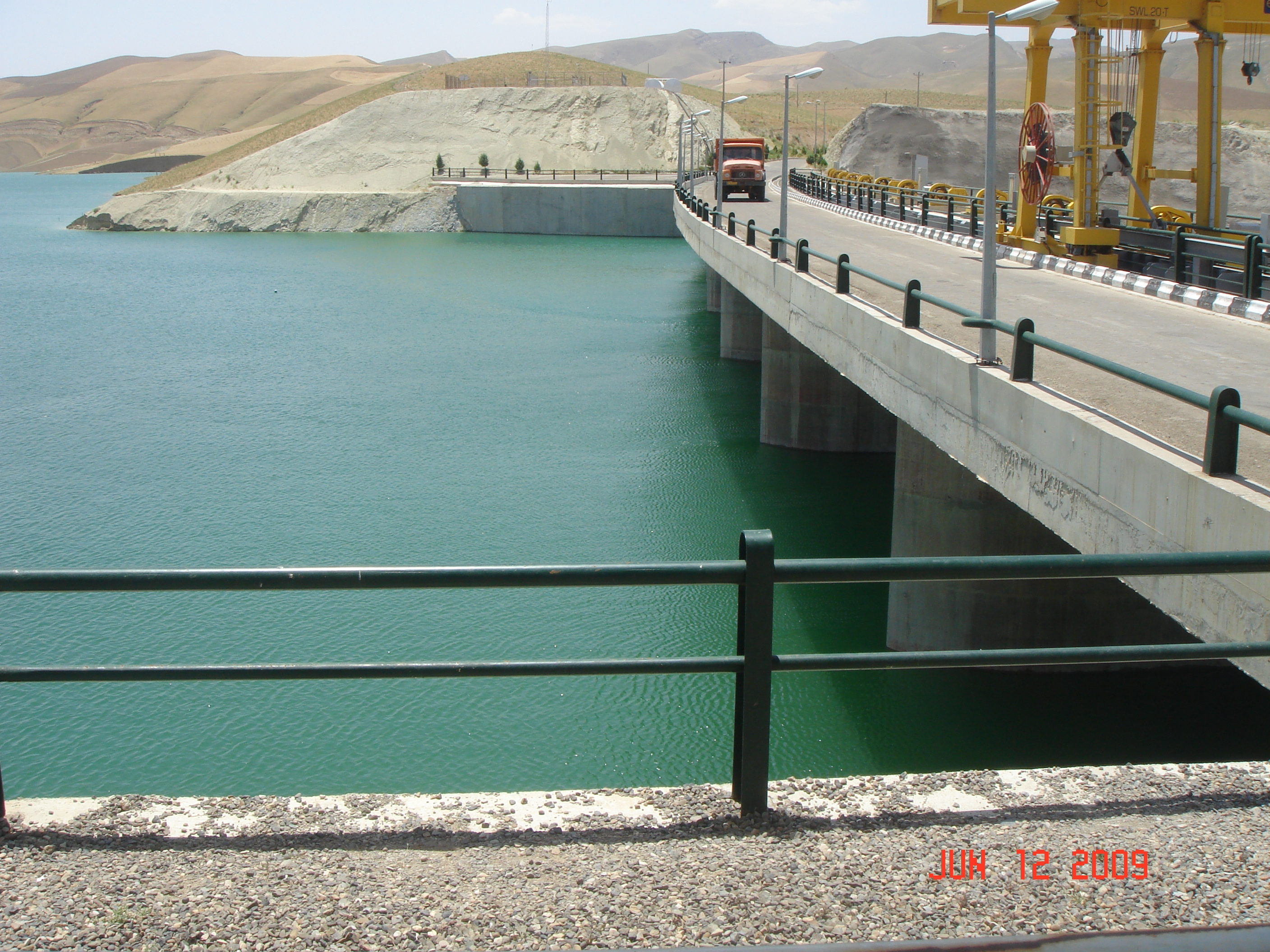
Гребля Ірано-Туркменістанської дружби
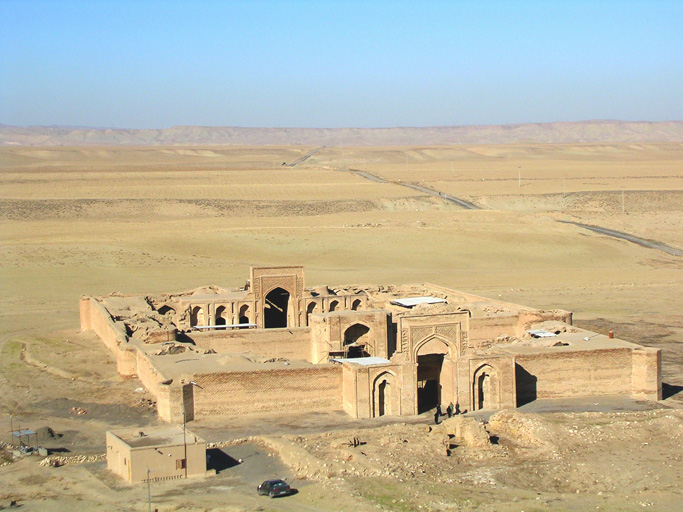
Каравансарай Робате Шараф